# Alqueria Fortificada El Trinquet
L'Alqueria del Trinquet (oficialment Alquería Fortificada El Trinquet), situada en terme d'Almoines, és un conjunt monumental arqueològic (segles xi a xix), arquitectònic (segles xv-xix) i etnològic (xix). Es tracta bàsicament d'una torre medieval, amb una alqueria barroca annexa, un trinquet de jugar a la pilota valenciana i un recinte mural-d'origen medieval, però reconstruït posteriorment -que tanca un antic hort de tarongers. És bé d'interès cultural.

## Descripció
L'Alqueria del Trinquet és un conjunt arquitectònic format per una torre medieval, amb una alqueria annexa i un mur perimetral amb elements de fortificació –d'origen medieval, però reconstruït després– que tanca un antic hort de tarongers. Disposa d'un trinquet de jugar a pilota valenciana de gran importància etnològica i històrica a la comarca.
Està orientada al sud-oest i s'hi arriba pel camí del Trinquet, que partint del camí de la Font d'en Carròs a Gandia arriba fins al mur perimetral que la protegeix. Des d'aquest en línia recta hi ha la porta principal de l'alqueria.
El mur perimetral és de maçoneria de còdols d'uns dos metres d'alçada, aixecat com era tradicional en les alqueries senyorials tant amb la finalitat de resguardar com de disposar d'un lloc íntim d'esplai. Recull així la mil·lenària tradició de la recreació del paradís, és a dir jardí tancat; concepte persa que es transmet al llatí com paradisus, i que es representa aquí, com en anteriors cultures a través del hortus conclusus, és a dir, jardí envoltat de murs.
Aquest mur disposa d'elements defensius. Així ens trobem al costat est amb una torre proveïda d'un curiós matacà de maó. Al costat nord es conserven diverses espitlleres. Al subsòl és probable que hi ha restes d'una petita alqueria d'època medieval aixecada pels Quintavall. L'alqueria amb la torre, ja esmentada a principi del segle xvi, respon a la tipologia d'alqueria amb pati al voltant del qual es distribueixen els diferents cossos constructius. Està construït amb maçoneria intercalada amb filades de maó i els nombrosos arcs són tapiats amb el mateix maó. La torre a la cantonada sud-est de l'alqueria és d'uns setze metres d'altura i planta gairebé quadrada amb coberta a quatre aigües.
En les cares s'aprecien diverses espitlleres. A l'nterior se situa una escala de volta paredada de maó. Respon tant a la necessitat de vigilància com de defensa davant els assalts de bandolers i de pirates berberiscos, freqüents a les costes espanyoles. El cos principal de l'alqueria destinat a residència té dues plantes, es macla amb la torre i les seves finestres recauen únicament a la façana principal. Al costat d'aquest i amb una planta més destinada a cambra, hi ha un altre cos amb arcs tapiats de maó posteriorment encegats. A la part posterior d'aquests se situa el pati, al qual s'accedeix a través d'un forat amb arc el·líptic i tancant el mateix dels cossos destinats a les tasques agrícoles de la finca. Tots són de dues plantes.
El trinquet és adossat a la muralla exterior, al costat de l'accés a la finca, és de planta rectangular d'uns quaranta-quatre metres de longitud per uns cinc metres de profunditat. Per fer-ho, va caldre elevar el mur perimetral i es van aixecar les parets interiors en maçoneria.

## Història
L'Alqueria del Trinquet té el seu origen en l'època musulmana (segles xi - xiii), quan van començar a regar les seves terres amb aigües de la xarxa de séquies alimentada pel riu Serpis. Existia en aquella època, en el que avui dia constitueix el terme d'Almoines, una alqueria principal-Alfarrasí (Alharrazín, al Llibre del Repartiment, any 1240) - i quatre alqueries menors, majoritàriament rafals o heretats particulars. L'Alqueria del Trinquet havia de ser una d'aquestes finques. L'any 1384, el ciutadà Joan de Quintavall, propietari de les alqueries d'Alfarrasí, Rafassanna i altres (conegudes comles alqueries de Quintavall), aprofitant la situació estratègica d'aquelles terres, emplaçades al centre de la Safor, va edificar un complex d'oci compost per una taverna, que feia també de sala de jocs d'atzar, i unes habitacions on s'allotjaven les 'zíbies' o prostitutes musulmanes. El complex era destinat a la població sarraïna, que era la majoritària a la comarca, i estava separat de les alqueries, amb la qual cosa se suposa que s'ubicaria l'actual alqueria del Trinquet. Al cap de poc, Quintavall va ser denunciat per les autoritats de Gandia per no estar autoritzat a sostenir aquell bordell, que amenaçava d'acabar amb l'hegemonia de la taverna i bordell del Raval islàmic de la vila de Gandia, dins el terme de la qual es trobaven les alqueries de Quintavall.
L'any 1398 torna a figurar l'actual alqueria del Trinquet en el document de venda de les alqueries de Quintavall a l'Almoina de Pobres de la Catedral de València.
Durant els segles xvi a xix, la torre, l'hort tancat i l'alqueria del Trinquet pertànyer als ducs de Gandia. Com a conseqüència de la fi de les senyories (1837), van passar a mans de diferents terratinents. Fins a l'any 1859 va pertànyer la finca als Vallier, família francesa establerta a Gandia. L'any 1859 Luis Vallier va vendre l'alqueria de la Torre i les seves terres, 75,25 fanecades, a un propietari adinerat d'Oliva, en Venanci Vives Costa qui per mitjà del seu apoderat, Joan Morant Bordehore-comerciant de Dénia- plantà de tarongers l'hort a partir del 1867; sent així el primer hort de tarongers del terme d'Almoines.
Entre 1868 i 1879, l'heretat estava arrendat a un pagès d'Oliva i és possible que per la seva afició a la pilota, s'adeqüés aquí un trinquet. D'aquí que es quedés el nom d'alqueria del Trinquet, que encara manté.
L'alqueria està situada a l'est del nucli urbà d'Almoines, en sòl no urbanitzable, d'ús agrícola, envoltada d'horts de tarongers regats per aigües del riu Serpis a través d'una xarxa de petites séquies alimentades per la séquia de Sorella que recull les seves aigües de la séquia Comuna de Gandia que al seu torn s'alimenta de la séquia Reial d'Alcoi.
La torre destaca en el seu entorn arbrat, per la gran alçada i esveltesa. Constitueix una fita en el paisatge des de fa gairebé cinc-cents anys.